# Rosa meditativa
Rosa meditativa es un cuadro del artista español Salvador Dalí pintado en 1958. Está realizado mediante la técnica del óleo sobre cartón piedra, de estilo surrealista en su concepción general bajo un realismo en cada una de sus partes. La obra, con unas medidas de 36 x 28 cm, pertenece a una colección privada.

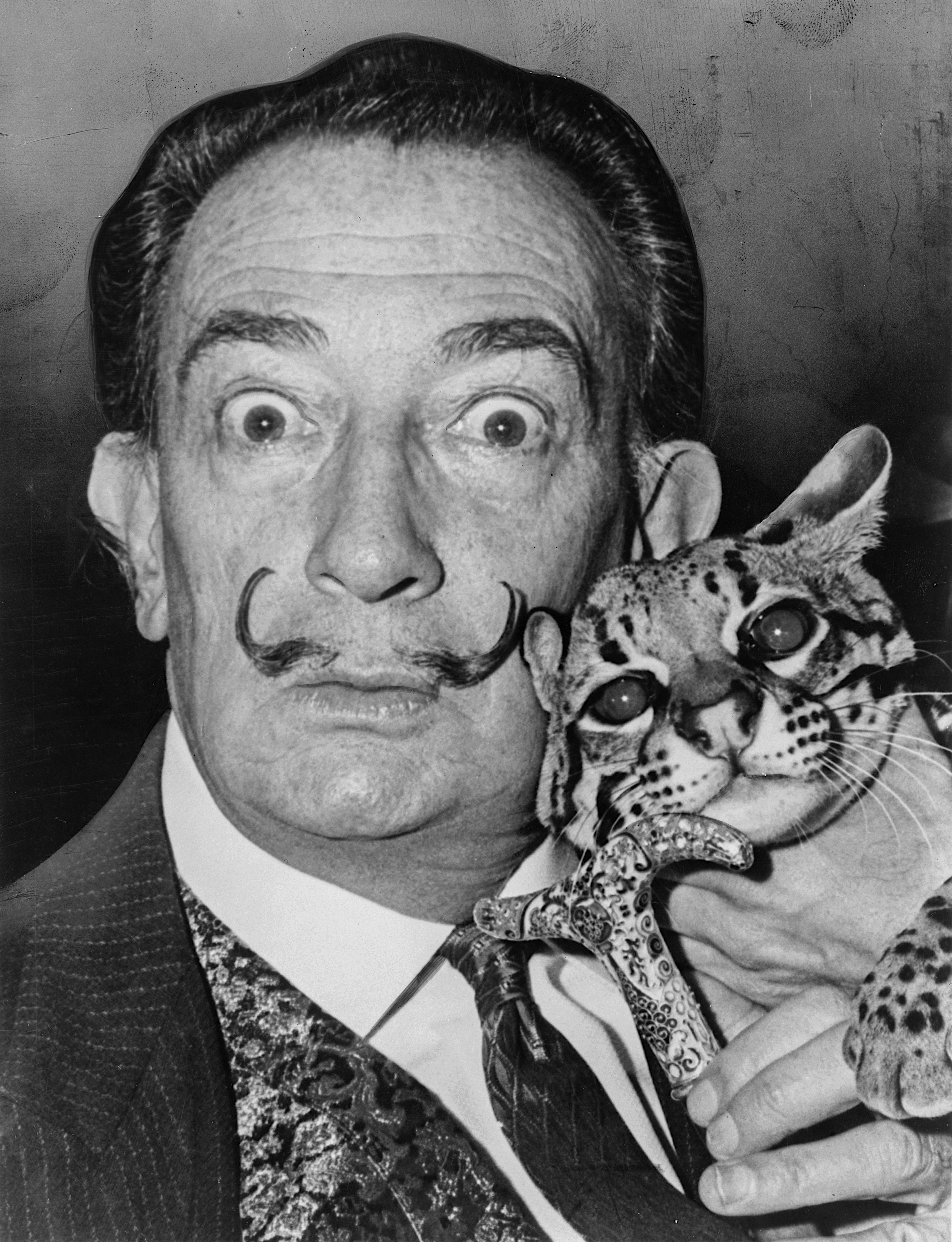
El artista Salvador Dalí con ocelote y bastón fotografiado por Roger Higgins, World Telegram staff photographer.

## Descripción
El cuadro fue realizado en 1958, cuando el artista tenía 54 años y el surrealismo ya había influido de manera apreciable en su pintura.
La obra se divide en tres espacios principales:
- Un espacio superior donde se muestra un cielo celeste parcialmente nuboso.
- Un espacio inferior donde se retrata a una pareja en un espacio árido con el resplandor del Sol en el horizonte.
- El espacio central y principal donde el artista plasma el objeto de la obra, una gran rosa roja levitando a una escala completamente dispar con una gota en su interior.

Las rosas rojas siempre se han asociado con el amor y la pasión. Para Salvador, las rosas simbolizan la sexualidad femenina tal y como reflejan sus pinturas de 1936 y 1937 en el que las cabezas femeninas son ramos de flores. No se puede observar si la gota en el interior de la rosa es de agua o de sangre con lo que es un enigma lo que el autor quiso describir exactamente aunque la obra se relaciona con otro de sus trabajos que el artista pintó en 1930, Rosas sangrantes, donde se simboliza un cuerpo femenino con el abdomen formado por cuatro rosas.
Pudo ser, por otra parte, un tributo a su gran amigo Federico García Lorca, en el que la rosa reflejó una gran admiración mutua como se puede comprobar en la Oda a Salvador Dalí que Lorca le escribió con una interesante similitud a la obra del catalán:
| Pero también la rosa del jardín donde vives ¡Siempre la rosa, siempre, norte y sur de nosotros! Tranquila y concentrada como una estatua ciega, ignorante de esfuerzos soterrados que causa. Rosa pura que limpia de artificios y croquis y nos abre las alas tenues de la sonrisa (Mariposa clavada que medita su vuelo). Rosa del equilibrio sin dolores buscados. ¡Siempre la rosa! —Federico García Lorca |